# ドイツ映画賞
ドイツ映画賞（ドイツ語: Deutscher Filmpreis）はドイツ映画アカデミーによる映画賞で、ドイツ映画における最高の名誉とされる。

## 賞の部門
- 長編映画賞
- ドキュメンタリー映画
- 子供向け映画賞
- 監督賞
- 脚本賞
- 主演女優賞
- 主演男優賞
- 助演女優賞
- 助演男優賞
- 撮影賞
- 編集賞
- 衣装デザイン賞
- 美術賞
- 音響編集賞
- 最優秀ドイツ映画賞

## 特別賞
- ドイツ映画名誉賞
- ベルント・アイヒンガー賞
- 観客賞 作品賞

## 過去にあった賞
- 外国映画賞
- 観客賞
  - 作品女優賞
  - 作品男優賞